# Dropbox
Dropbox è un servizio di file hosting gestito dalla società californiana Dropbox Inc., che offre cloud storage, sincronizzazione automatica dei file, cloud personale e software client. Il quartiere generale è a San Francisco.

## Caratteristiche
Dropbox si basa sul protocollo crittografico Secure Sockets Layer (SSL), i file immagazzinati e accessibili tramite password vengono cifrati tramite AES con chiave a 256 bit.
Il programma per usufruire del servizio, scaricabile gratuitamente, è disponibile per Windows, macOS, Linux, iOS, BlackBerry OS, Android, Windows RT e Windows Phone.

## Modello di business
Dropbox utilizza un modello di business freemium, dove viene offerto un account gratuito con una capacità di 2 GB di base, estendibili, in vari modi, fino a 18 GB in totale. Ad esempio, si guadagnano 500 MB per ogni nuova persona invitata che si registri al sito e installi il software sul proprio computer.
È possibile aumentare ulteriormente lo spazio gratuito collegando il proprio account ai social network (fino a 640 MB) oppure usando le versioni beta del programma (fino a 5 GB).
I piani tariffari a pagamento permettono di aumentare lo spazio fino a 1TB e di guadagnarne altro invitando nuove persone a utilizzare il servizio.
Il servizio può essere usato anche via web, caricando e visualizzando i file tramite il browser, oppure tramite il driver locale che sincronizza automaticamente una cartella locale del file system con quella condivisa, notificando le sue attività all'utente. L'interfaccia web consente il caricamento di file con dimensione massima pari a 300 MB ciascuno.
I link che utilizzano più di 20 GB/giorno per account di base (gratis) e 200 GB/giorno per account Pro e Business (a pagamento) vengono automaticamente sospesi.

## Statistiche
Nel novembre 2009 Dropbox raggiunge la cifra di 3 milioni di utenti, e il 20 gennaio 2010 annuncia il raggiungimento di 4 milioni di utenze.
Il 13 novembre 2012 Dropbox ha raggiunto 100 milioni di utenti.
Dal 10 gennaio 2014 al 13 gennaio 2014 Dropbox ha sofferto un downtime, che inizialmente ha coinvolto oltre alla sincronizzazione via app anche il sito, al 12 gennaio il problema ha riguardato la webapp, risolto il 12 gennaio 2014, mentre il problema alla sincronizzazione è durato più a lungo. A detta dello staff il problema si è verificato durante una manutenzione programmata del sistema quando, a causa di un bug in uno script di aggiornamento, alcuni dei sistemi critici sono andati offline ed è stato necessario ripristinarli con un backup in quanto le macchine di backup erano anch'esse compromesse.